# Viveka

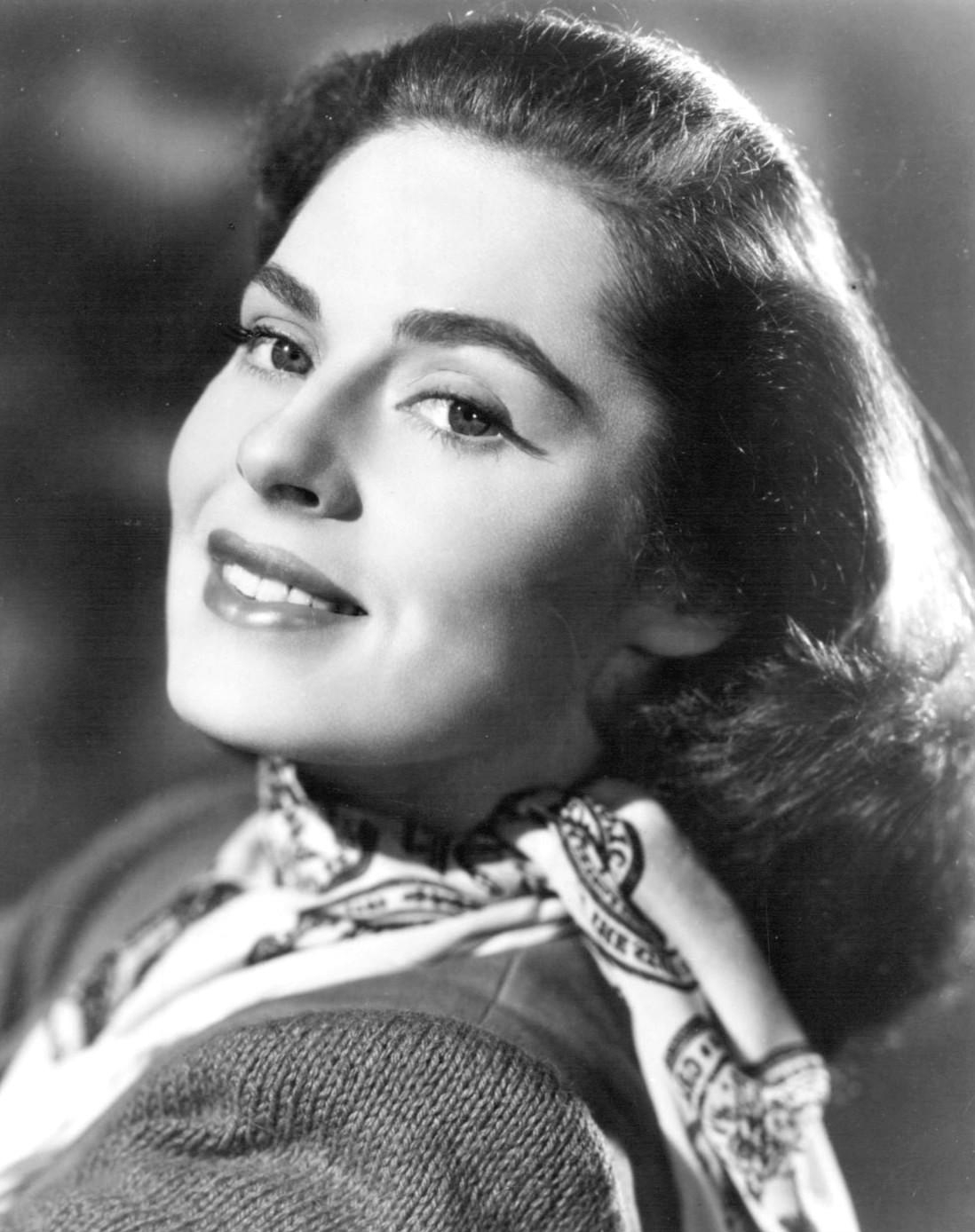
Viveca Lindfors, 1957.

Viveka eller Viveca är ett kvinnonamn med tyskt ursprung, från namnet Vibeke som kommer från ordet wib - kvinna. 
Namnet, som använts i Sverige sedan slutet av 1700-talet, är vanligast bland de födda under 1940 - 1960-talet och därmed ovanligt som dopnamn idag. 
31 december 2009 fanns det totalt 4 999 personer i Sverige med namnet Viveka eller Viveca, varav 2 543 med det som tilltalsnamn.
År 2003 fick 30 flickor namnet, varav 8 fick det som tilltalsnamn. Namnet kan uttalas både Vi-veka och som Viveka beroende på dialektala skillnader i svenskan.
Namnsdag i Sverige för både Viveka och Vibeke: 16 november. (1986-2000 24 april). I den finlandssvenska namnsdagslängden har Viveka namnsdag 26 juni sedan 1950.

## Personer vid namn Viveka/Viveca
- Vivica Bandler, finlandssvensk teaterchef
- Viveka Bergström, smyckedesigner
- Viveka Eriksson, åländsk politiker
- Viveka Hagnell, professor
- Viveka Linder, skådespelare
- Viveca Lindfors, skådespelare
- Viveca Lärn (tidigare Viveca Sundvall), författare
- Viveca Ringmar, journalist och tv-programledare
- Viveka Seldahl, skådespelare
- Viveka Starfelt, författare